# Theonas van Alexandrië
Theonas was de zestiende patriarch van Alexandrië van 282 tot 300. Hij volgde Maximus op en werd opgevolgd door Petrus van Alexandrië. Voor zijn ambt zou hij hoofd geweest van de School van Alexandrië. Hij is heilig verklaard, zijn feestdag is 23 augustus of 28 december.
Marcus I · Anianus · Avilius · Kedron · Primus · Justus · Eumenes · Marcianus · Celadion · Agrippinus · Julianus · Demetrius · Heraclas · Dionysius · Maximus · Theonas · Petrus I · Achillas · Alexander I · Athanasius · Petrus II · Timoteüs I · Theophilus · Cyrillus I · Dioscorus I · Timoteüs II · Petrus III · Athanasius II · Johannes I · Johannes II · Dioscorus II · Timoteüs III · Theodosius I · Doroteüs · Damianus · Anastasius · Andronicus · Benjamin I · Agatho · Johannes III · Isaak · Simeon I · Alexander II · Cosmas I · Theodosius II · Michaël I · Mina I · Johannes IV · Marcus II · Jacobus · Simeon II · Jozef I · Michaël II · Cosmas II · Sjenoeda I · Michaël III · Gabriël I · Cosmas III · Macarius I · Theofilus II · Mina II · Abraham · Filoteüs · Zacharias · Sjenoeda II · Christodulus · Cyrillus II · Michaël IV · Macarius II · Gabriël II · Michaël V · Johannes V · Marcus III · Johannes VI · Cyrillus III · Athanasius III · Johannes VII · Gabriël III · Johannes VII · Theodosius III · Johannes VIII · Johannes IX · Benjamin II · Petrus V · Marcus IV · Johannes X · Gabriël IV · Matteüs I · Gabriël V · Johannes XI · Matteüs II · Gabriël VI · Michaël VI · Johannes XII · Johannes XIII · Gabriël VII · Johannes XIV · Gabriël VIII · Marcus V · Johannes XV · Matteüs III · Marcus VI · Matteüs IV · Johannes XVI · Petrus VI · Johannes XVII · Marcus VII · Johannes XVIII · Marcus VIII · Petrus VII · Cyrillus IV · Demetrius II · Cyrillus V · Johannes XIX · Macarius III · Jozef II · Cyrillus VI · Sjenoeda III · Theodorus II